# Instituut Onze-Lieve-Vrouw-van-Vreugde (Roeselare)
Het Instituut Onze-Lieve-Vrouw-van-Vreugde, ook bekend als de Broederschool, is een katholieke lagere en middelbare school in de Belgische stad Roeselare. Het is een school van de congregatie van de Broeders van de Christelijke Scholen.

## Lagere school
Op 19 november 1923 verwierf de vzw "De Volkswerken van Onze-Lieve-Vrouw-parochie te Roeselare" een terrein van circa 5000 m². Er kwam een lagere school met 6 klassen, een speelplaats met toiletten en een kloostergebouw, het zogenaamde Broederhuis.
In 1936 werden boven op de bestaande gelijkvloerse verdieping 4 klassen bijgebouwd; de school telde inmiddels 364 leerlingen. In 1945 werden nog twee klassen bijgebouwd.

## Middelbare school
Tijdens het geboortejaar van de middelbare school zaten de leerlingen in een klas van het gebouw van de lagere school. Hun speelplaats was een hoekje van het schoolterrein, want de leerlingen van de lagere mochten niet gestoord worden. In de daarop volgende jaren vonden de klassen van de middelbare een onderkomen in het Cloetschooltje langs de Sint-Hubrechtstraat (de huidige locatie voor de AVM-afdeling van de openbare bibliotheek). Als speelplaats gebruikt men de Onze-Lieve-Vrouwmarkt. Op 19 oktober 1960 schonk de vzw "De Volkswerken van Onze-Lieve-Vrouwparochie te Roeselare" het perceel bouwgrond dat ze in 1957 van de adellijke familie de la Serna gekocht hebben, aan de vzw "Instituut Onze-Lieve-Vrouw van Vreugde". In september 1961 konden de 172 leerlingen van de middelbare school terecht in de nieuwbouw (later blok C): er waren 9 klaslokalen, een studiezaal, een moderne gymzaal en een aantal vaklokalen.
In 1970 ging het oude klooster, een volgens de bewoners "onverbeterbaar, levensgevaarlijk geworden kortgebouw" tegen de vlakte. In de plaats daarvan kwam een modern ogende, ruime bungalow.
In september 1981 opende de Broederschool, 15 jaar voor alle andere Roeselaarse vrije scholen, haar deuren voor het gemengd onderwijs. Het was het begin van een lange, steile groei van de school. In de lente van 1995 werden ook de andere Roeselaarse vrije scholen gemengd.
Waar enkele tientallen jaren geleden de eerste leerlingen van de middelbare school een speelhoekje hadden, verrees in 1990 een nieuwbouw met 6 klaslokalen, annex 3 garages. De schoolbevolking had ondertussen de kaap van de 400 leerlingen ruim overschreden. Tijdens de afbraakwerken van de oude refter in 1994, konden de leerlingen voor het middagmaal terecht in  Ten Elsberge. Er kwamen 2 nieuwe refters boven elkaar en 10 meisjestoiletten. Blok B herbergde ook de nieuwe vaklokalen TOP (technologische opvoeding in de 1ste graad) en wetenschappelijk werk.
Met het vertrek van Paul Van de Vijver, de laatste Broeder-directeur, verloor het klooster zijn oude functie. Eén jaar later, in 1999, werden gelijkvloers een aantal kleine kamertjes versmolten tot een groot, luchtig onthaal. Op de eerste verdieping werden de vroegere slaapkamers van de Broeders samengevoegd tot ruime bureaus. In februari 2003 waren ook de nieuwe sanitaire ruimtes en fietsenstalling een feit.